# بنی ۷۹۶۷
سیارک ۷۹۶۷ (به انگلیسی: 7967 Beny، نامگذاری:1996DV2) هفت هزار و نهصد و شصت و هفتمین سیارک کشف شده‌است که در ۲۸ فوریه ۱۹۹۶ کشف شد.
قدر مطلق سیارک برابر ۱۴٫۷۰ است.